# Shark-Bay-Marine-Nationalpark
Der Shark-Bay-Marine-Nationalpark (englisch Shark Bay Marine Park ‚Haifischbucht-Meerespark‘) liegt an der Shark Bay, die von der UNESCO zum Weltnaturerbe erklärt wurde. Der Meerespark befindet sich in Western Australia etwa 800 km nördlich von Perth. In der Bucht liegt die kleine Stadt Denham auf einer der Halbinseln; der nächste größere Ort ist das 331 km entfernte Carnarvon. Der Shark-Bay-Marine-Nationalpark, eine einmalige Unterwasserwelt, ist mit etwa 4000 km² die weltweit größte geschützte Unterwasserfläche und die größte weltweit bekannte Seegrasfläche mit 12 Arten von Seegrasgewächsen. Etwa ein Drittel der gesamten Shark Bay, das sind etwa 7.000 km², soll mit Seegräsern bewachsen sein, die vielen Tieren Schutz und Nahrung bieten.

## Name
Der Name Haifischbucht wurde von dem Entdecker William Dampier verliehen, der dieses Gebiet 1699 bereiste. Dieser Name suggeriert, dass Haie in großem Umfang dort schwimmen. Sie kommen zwar vor, sind allerdings selten, denn in der 9 bis 10 Meter tiefen Bucht leben vor allem Delfine. Wildlebende Delfine kommen bis an den Strand von Monkey Mia, der sich teilweise im Schutzgebiet befindet. Sie sind handzahm und lassen sich im flachen Wasser von Touristen füttern.

## Lage
Die Küstenlänge der gesamten Bucht beträgt mehr als 1500 Kilometer. Der Meerespark wird im Norden in etwa durch das Cape Inscription und das Gudrun wreck begrenzt. Im Süden reicht der Park bis an die Ufer von Tamala Homestead. Ein gesondertes Schutzgebiet, das sich innerhalb des Shark-Bay-Marine-Nationsparks im Süden befindet und besonders geschützt wird, ist die im Süden liegende Hamelin Pool Marine Nature Reserve. In diesem Gebiet leben die heute extrem seltenen Stromatolithen, die es seit etwa 3½ Milliarden Jahren gibt. Es handelt sich um eine der ältesten Lebensformen der Erde, die nur noch an wenigen Orten auf der Erde vorkommt. In der Shark Bay haben sie überlebt, weil hier der Salzgehalt etwa doppelt so hoch ist wie im offenen Ozean. Wegen dieses extremen Salzgehalts hatten sie keine natürlichen Feinde und konnten ihren Biofilm aufbauen.

## Flora und Fauna

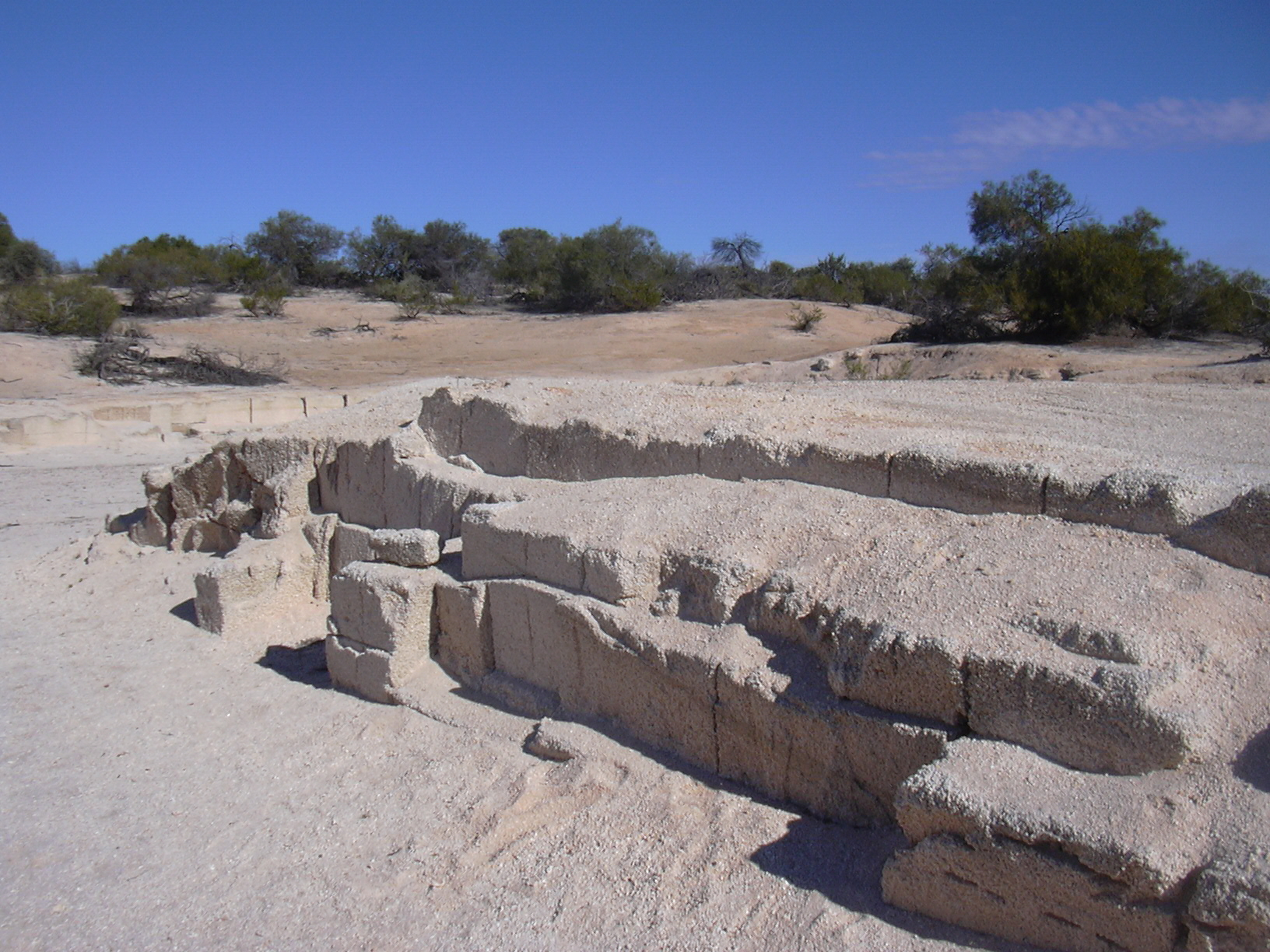
Steinbruch für Mauersteine aus Muscheln am Shell Beach

Im Shark-Bay-Marine-Nationalpark befinden sich Meeresschildkröten, Delfine, Rochen, Wale und das Dugong, eine Art der Seekühe. Diese Population der Dugongs wird auf 16.000 Exemplare geschätzt und ist damit eine der größten Ansammlungen dieser seltenen Tierart weltweit. In bestimmten Gebieten darf zum Schutz der Dugongs nicht mit motorangetriebenen Booten gefahren werden, und in der Hamelin Pool Marine Nature Reserve ist Fischfang untersagt.
In der Bucht befinden sich zahlreiche Fisch-Arten wie der Rote Schnapper, und einige Arten aus den Gruppen der Krebstiere und der Nesseltiere.
Das Wasser in der Bucht ist stark salzhaltig (hyperhalin), weswegen darin nur bestimmte Pflanzenarten gedeihen können, wie die zwölf Arten von Seegras. In dieser Umgebung wuchsen Herzmuscheln (Fragum erugatum) – am Shell Beach 45 km südöstlich von Denham in derartigem Umfang, dass sie eine Gesteinsschicht entlang der L'Haridon Bight von etwa 110 km Länge bildeten. Nachdem das Schutzgebiet ausgewiesen wurde, durfte das Gestein nicht mehr zum Zwecke des Mauerwerkbaus abgebaut werden.